# Llac Jassibai
El Llac Jassibai (en kazakh Жасыбай) és un llac del Kazakhstan que es troba en el territori del Parc Nacional de Baianauil al sud de la província de Pavlodar (Districte de Baianauil). Situat a uns 230 km al sud-oest de Pavlodar, enmig del massís muntanyenc de les muntanyes de Baianauil entre els pobles Toraiguirov (6 km al sud del poble) i Baianauil (6 km al nord del poble).

## Descripció

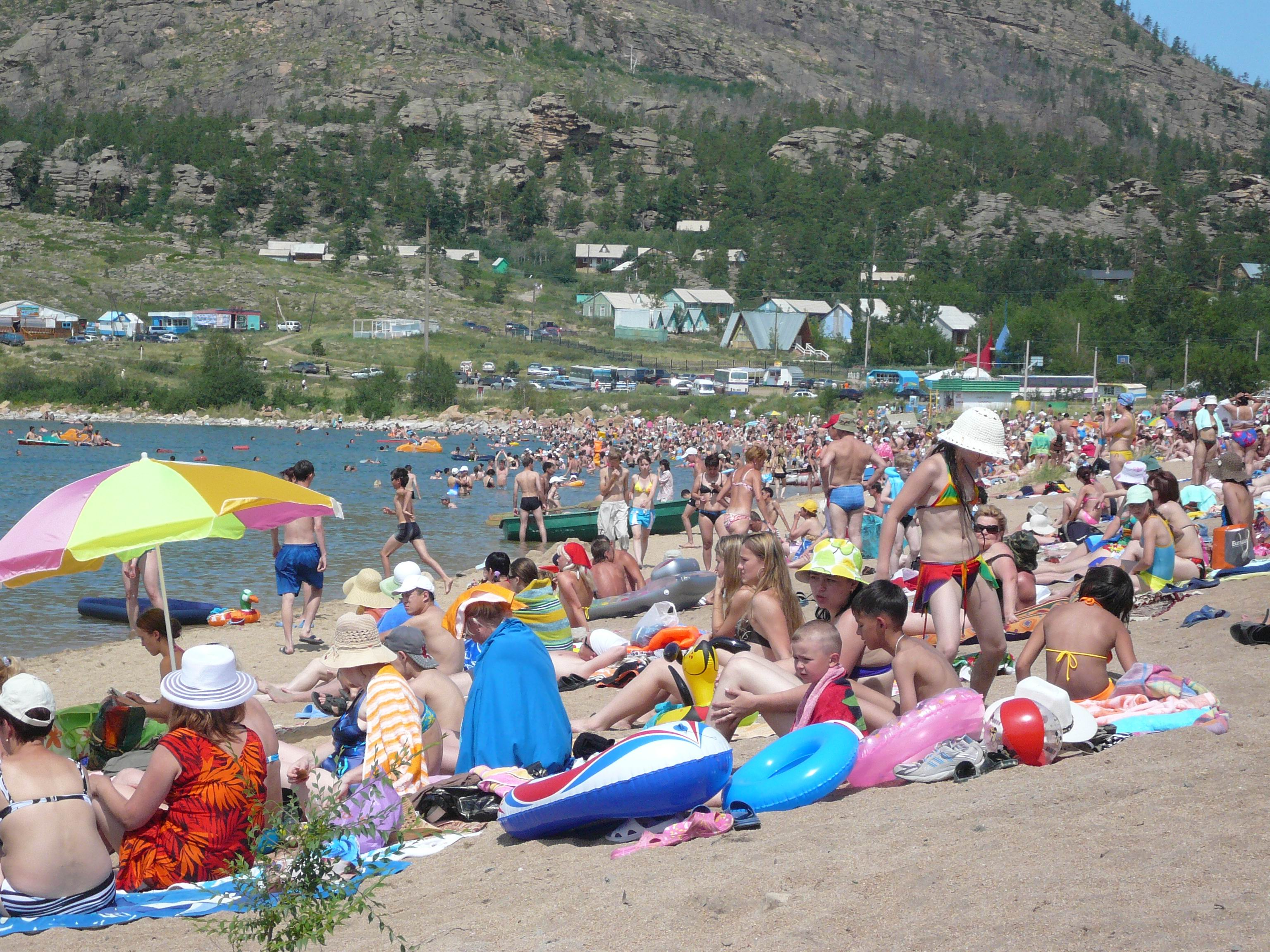
Kazakhs prenent el sol a la platja de Llac Jassibai a la Província de Pavlodar (Kazakhstan)

El llac Jassibai està situat en una depressió natural entre les serralades amb cims com l'Akbet (1022 m) des del nord-est i Ogolek (958 m) des del sud-oest. És un llac molt net, ja que el govern kazakh ha estat compromès amb la preservació de la conca del llac, el que limita la construcció i fins i tot ha prohibit els vehicles motoritzats a l'aigua i és el segon més gran entre els llacs del Parc Nacional de Bayanaul després del llac Sabindikol.
La longitud màxima del llac és de 3,5 km, l'amplada màxima és de 2,4 km, la profunditat màxima és de 14,7 m. Una valuosa font d'aigua dolça, que proporciona captures notables de lluç de riu, txebak, perca, carpa, tenca. Els llacs Sabindikol (al sud del massís) i Toraiguir (al nord del massís) es troben a prop.
L'antic nom de Xoinkol (del kazakh "Llac del ferro fos") va ser rebatejat en honor del nebot de l'abanderat Abylai Khan, Jassibai batira, que va morir el 1752 en el pas entre els llacs en una batalla amb els invasors Dzungars. El mateix nom va començar a anomenar-se el pas entre el llac Jassibai i l'actual poble de Baianauil, on, com diuen les llegendes populars, l'heroi va ser enterrat.
Es considera un lloc de descans a escala nacional. A causa de la bellesa de la naturalesa circumdant, els habitants locals l'anomenen Zhasybay la segona Suïssa. A la vora del llac hi ha cases de vacances, campaments infantils. En alguns llocs hi ha argila terapèutica.